# Polycyclina rhytismoides
Polycyclina rhytismoides är en svampart som först beskrevs av Speg., och fick sitt nu gällande namn av Theiss. & Syd. 1915. Polycyclina rhytismoides ingår i släktet Polycyclina och familjen Parmulariaceae.   Inga underarter finns listade i Catalogue of Life.